# تیگران شامیرخانیان
تیگران آواگی شامیرخانیان (ارمنی: Տիգրան Ավագի Շամիրխանյան؛  زادهٔ ۵ مهٔ ۱۸۹۹ - درگذشته ۲۹ اوت ۱۹۵۳) بازیگر و کارگردان اهل ارمنستان بود.

## زندگی‌نامه
وی در ۵ مه ۱۸۹۹ در شوشی به دنیا آمد و از مدرسه نرسیسیان و آکادمی هنرهای تئاتر روسیه فارغ‌التحصیل گشت. وی همچنین برنده جوایزی همچون هنرمند مردمی ارمنستان شوروی, چهره هنری شایسته ارمنستان شوروی، نشان برجسته افتخار و مدال دفاع از قفقاز شد. وی در ۲۹ اوت ۱۹۵۳ در سن ۵۴ سالگی درگذشت و در ایروان به خاک سپرده شد.